# Нюстталь
Нюстталь (нем. Nüsttal) — община в Германии, в земле Гессен. Подчиняется административному округу Кассель. Входит в состав района Фульда.  Население составляет 2882 человека (на 31 декабря 2010 года). Занимает площадь 45,5 км².